# Хосе Хуан Бареа
Хосе Хуан Бареа Мора (шп. José Juan Barea Mora; Мајагвез, 26. јун 1984) бивши је порторикански кошаркаш, а садашњи кошаркашки тренер. Играо је на позицији плејмејкера.

## Успеси

### Клупски
- Далас маверикси:
  - НБА (1): 2010/11.